# 1-528КП-84Э
1-528КП-84Э — советская типовая серия 14-этажных кирпичных жилых домов точечного типа на 94 квартиры. Разработчиком является ЛенЗНИИЭП (Ленпроект). Дома этой серии строились в 1970-е годы, отдельные здания возводились в конце 1980-х — начале 1990-х. По периоду строительства и характеристикам здания относятся к «брежневкам». Разговорное название — «свечка»; в Орехово-Зуево — «ленинградка».

## Описание
Дома серии 1-528КП-84Э представляют собой одноподъездные жилые здания башенного типа высотой 14 этажей, состоящие из двух прямоугольных «половинок». Архитектурной особенностью является большое количество широких лоджий, на которые выходят почти все квартирные окна.
В горизонтальном разрезе здание имеет форму двух прямоугольников, частично соприкасающихся длинными сторонами, частично выступающих. Противоположные стороны прямоугольников являются внешними фасадами. Внешние фасады выполнены ступенчатыми, на них расположены по 3 лоджии шириной 6 метров. На внутренних фасадах расположены по 1 лоджии длиной 6 метров. На внешних торцах прямоугольников располагается по одному балкону.
Одна половина дома имеет высоту 14 этажей, другая — 13. В месте их соединения находится лестнично-лифтовый узел и открытый незадымляемый балкон подъезда для пожарной эвакуации.
Фундамент дома — свайный. Стены выполнены из кирпича местных сортов. Чаще всего использовался белый силикатный кирпич, однако есть дома, построенные из красного кирпича. Перекрытия — многопустотные железобетонные плиты толщиной 220 мм. Крыша плоская, покрыта битумными материалами, водостоки внутренние. Между крышей и квартирами расположен технический этаж.
Дом оборудован холодным и горячим водоснабжением, канализацией, центральным отоплением. Кухонная плита — электрическая, однако дома ранней постройки могут быть газифицированы.
В доме располагаются 2 лифта — 1 пассажирский и 1 грузопассажирский — и мусоропровод.

### Квартиры
На лестничной площадке дома расположено 7 квартир, набор квартир 1-1-2-2-2-2-3. Площади квартир составляют 31—36 м2 для однокомнатных, 50—54 м2 для двухкомнатных, 57—60 м2 для трёхкомнатных. В двухкомнатных квартирах комнаты изолированы, в трёхкомнатной есть смежные (проходная гостиная). Площадь кухни составляет 7 — 9,6 м2. Санузел раздельный, с поперечно расположенной ванной и местом для установки стиральной машины. Все квартиры оборудованы широкими лоджиями площадью 6 м2, в некоторых есть дополнительные балконы, в трёхкомнатной квартире — две лоджии.
Преимущества:
1. Высокая тепло- и звукоизоляция благодаря кирпичным стенам. Дополнительная теплоизоляция при остеклении лоджий.
2. Наличие грузопассажирского лифта.
3. Крупные для 1970-х годов кухни и ванные, раздельные санузлы.
4. Большие лоджии и балконы во всех квартирах.

Недостатки:
1. Проходная комната в трёхкомнатной квартире.

## Распространение

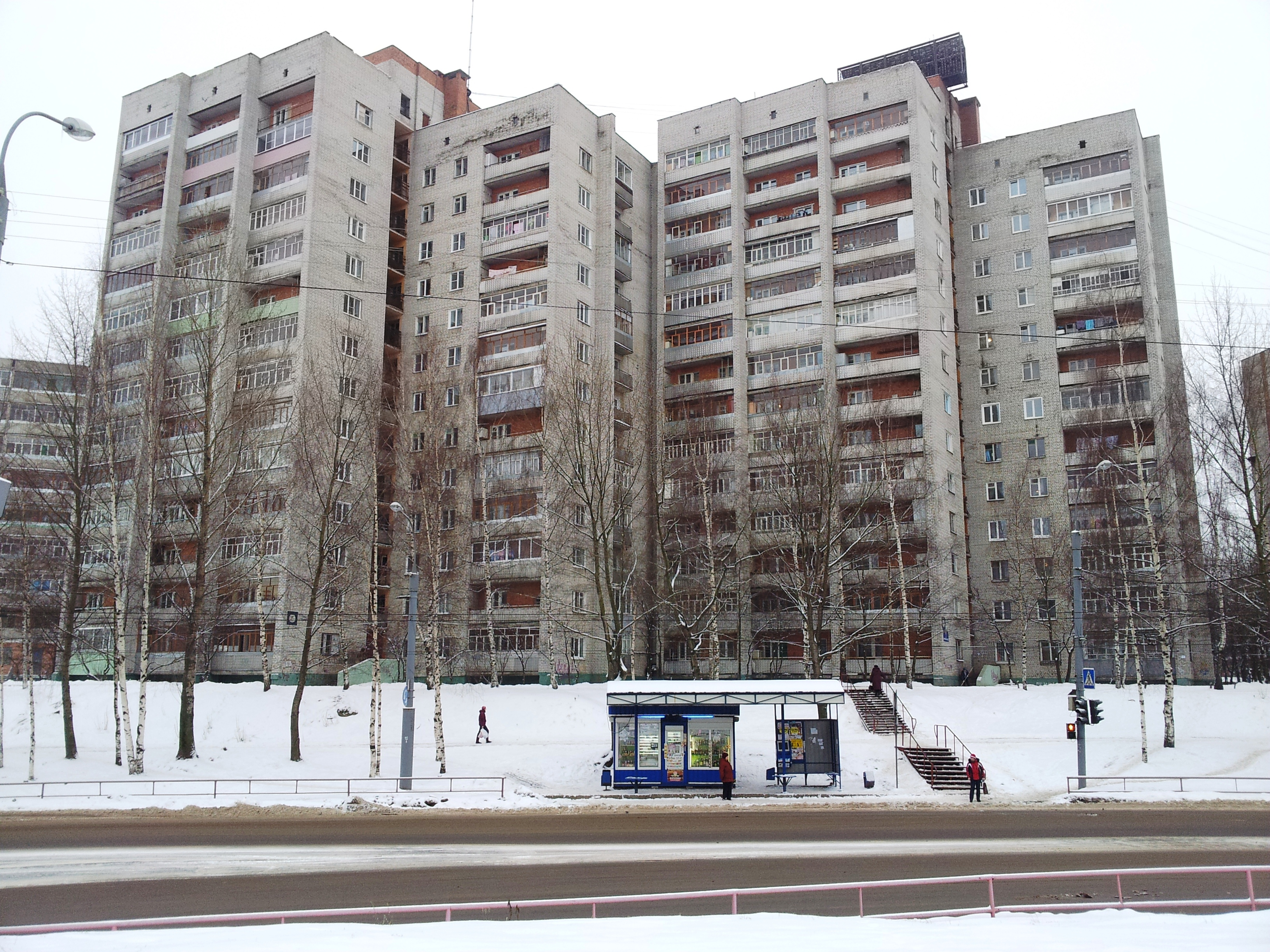
Два сблокированных дома серии 1-528КП-84Э в Рыбинске (начало улицы Фурманова)

1-528КП-84Э — достаточно редкая типовая серия. Помимо Санкт-Петербурга, дома этой серии есть в Новосибирске, Петрозаводске, Пскове, Владимире, Орехово-Зуево, Рыбинске. В бывших республиках СССР дома этой серии имеются в Таллине, Львове и Усть-Каменогорске.

### Фотогалереи и базы данных
- Список домов проекта 1-528КП-84.